# Petrosaviaceae
Die Petrosaviaceae sind eine Familie der monotypischen Pflanzenordnung der Petrosaviales. Die nur zwei Gattungen mit nur drei oder vier Arten sind von China und Japan über Teile Südostasiens (Malaysia, Myanmar, Thailand, Vietnam) bis nach Borneo verbreitet.

## Beschreibung

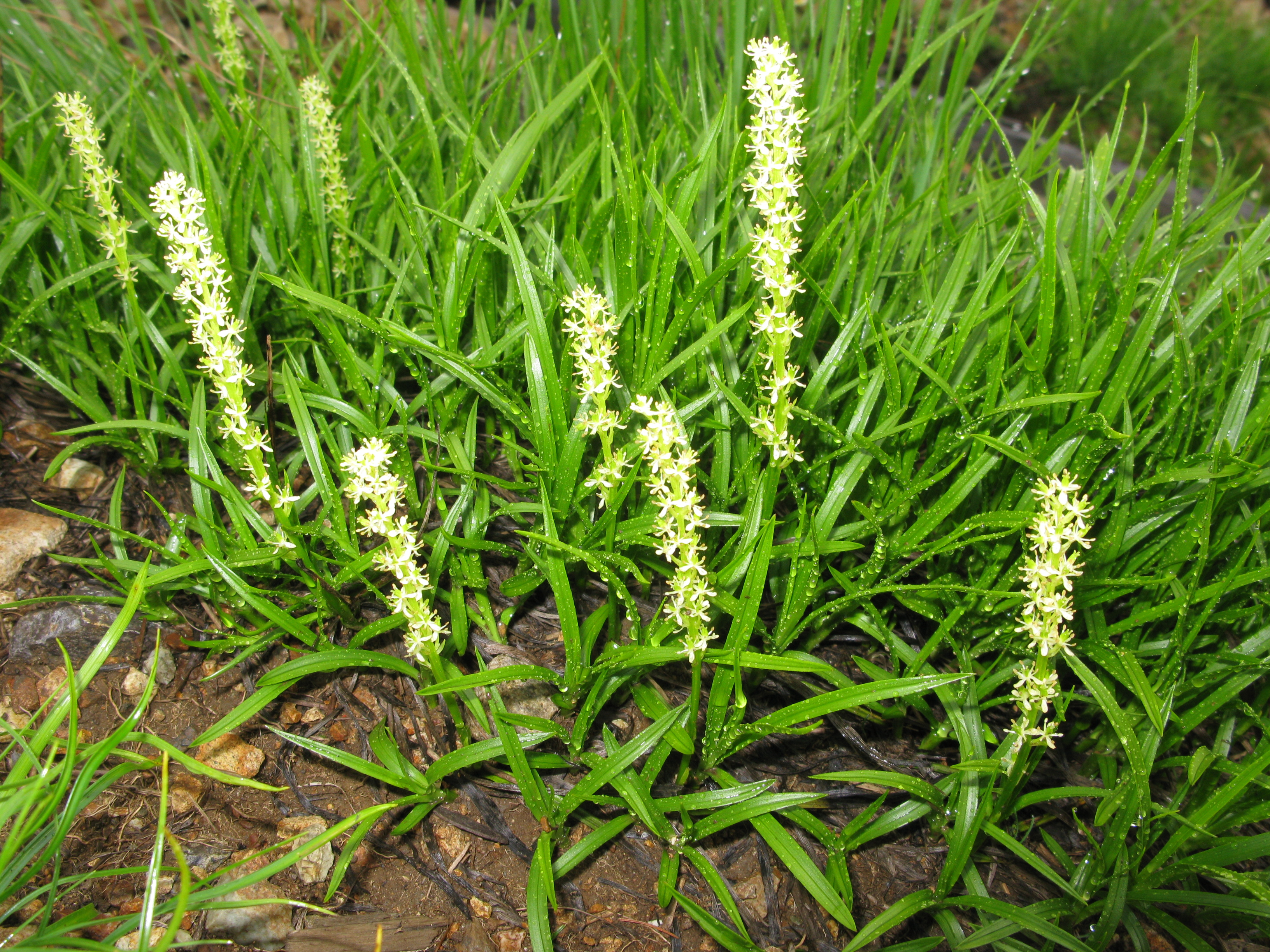
Habitus und Blütenstände von Japonolirion osense

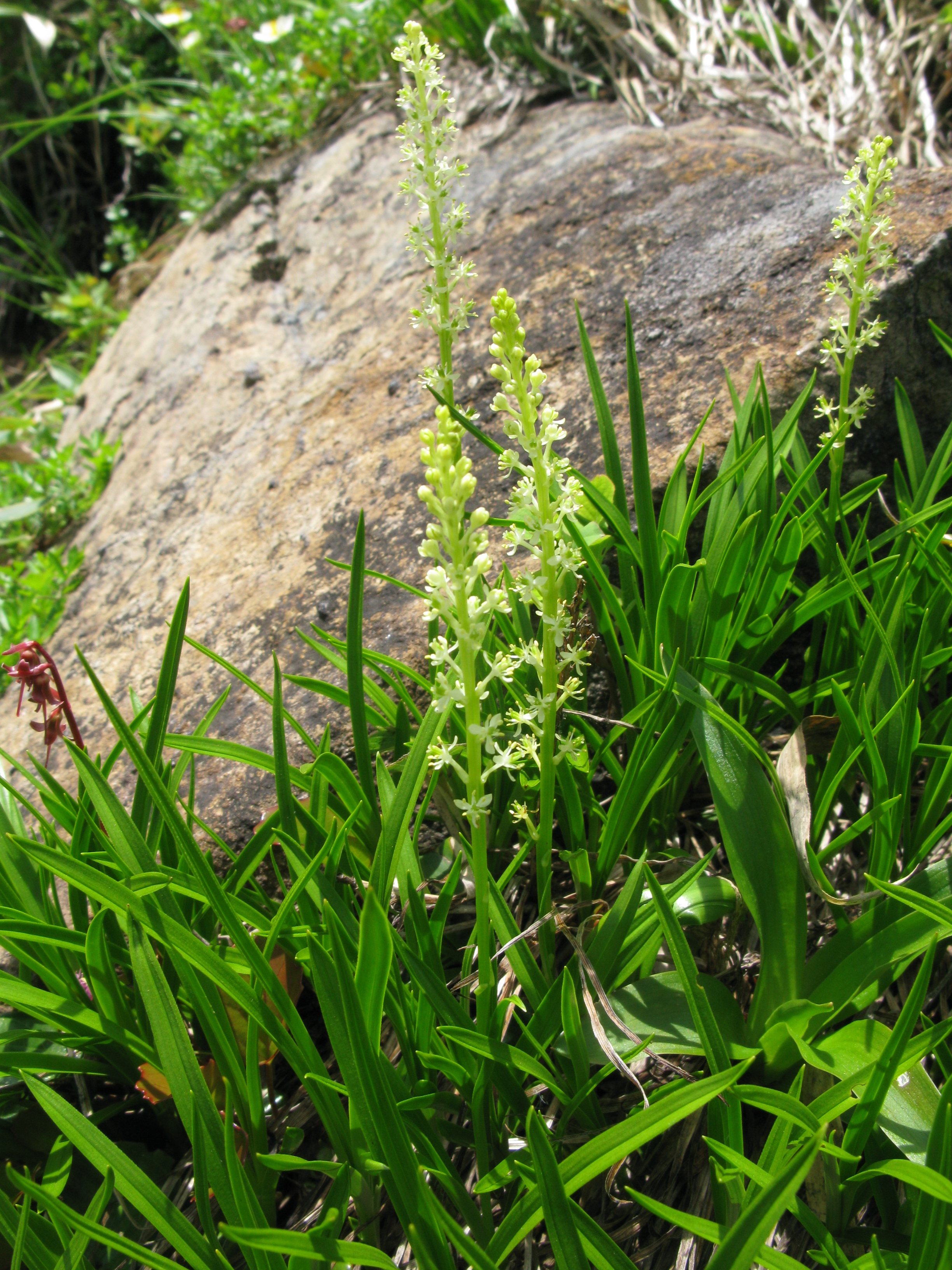
Japonolirion osense

Es sind ausdauernde krautige Pflanzen mit schlanken und schuppigen Rhizomen. Der Stängel ist aufrecht, unverzweigt und dünn, die Blätter sind spiralig angeordnet. Die Arten der Gattung Petrosavia sind mykoheterotrophe Pflanzen.
Der endständige Blütenstand ist eine Rispe oder Traube aus mehr als zehn Blüten. Die aufrechtstehenden, zwittrigen und gestielten Einzelblüten entspringen den Achseln kleiner Tragblätter, denen häufig ein Hochblatt gegenübersteht. Die sechs Blütenhüllblätter sind an der Basis verwachsen, die des inneren Blütenblattkreises sind dabei größer als die des äußeren. Die Staubfäden der sechs Staubblätter sind ahlenförmig und mit dem Ansatz der Blütenhüllblätter verwachsen, die Staubbeutel eiförmig und nach innen gewendet; der Pollen monosulcat. Die drei Griffel sind kurz. Der Fruchtknoten ist oberständig bis mittelständig, es werden Balgfrüchte gebildet. Die Samen sind elliptisch und zwischen 0,3 und 0,8 Millimeter lang.

## Verbreitungsgebiet
Die Arten der Ordnung sind von China und Japan über Teile Südostasiens (Malaysia, Myanmar, Thailand, Vietnam) bis nach Indonesien (Borneo) verbreitet. Sie gedeihen in Gebirgslagen zwischen 1000 und 1600 Metern.

## Systematik
Die Familie Petrosaviaceae wurde durch John Hutchinson und die Ordnung Petrosaviales durch Armen Tachtadschjan aufgestellt.
Alle Taxa der Ordnung haben eine bewegte Vergangenheit und wurden vielfach umgeordnet. Die Arten der Ordnung teilen relativ wenige morphologische Merkmale miteinander, welche aber aufgrund ihrer Seltenheit bei den Liliidae und in ihrer Kombination als hinreichend verstanden wurden, um die molekulargenetisch ermittelte Verwandtschaft zu stützen.
Nach R. Govaerts umfasst die Ordnung derzeit folgende Gattungen und Arten:
- Japonolirion Nakai: Sie enthält nur eine Art:[1]
  - Japonolirion osense Nakai: Sie kommt im nördlichen sowie nördlichen-zentralen Japan vor.[1]

- Petrosavia Becc. (Syn.: Miyoshia Makino, Protolirion Ridley): Sie enthält nur drei Arten:[1]
  - Petrosavia sakuraii (Makino) J.J.Smith ex van Steenis: Sie ist von Malesien, Japan, Myanmar, Vietnam, Taiwan bis Guangxi sowie dem südöstlichen Sichuan verbreitet.[1]
  - Petrosavia sinii (K.Krause) Gagnep.: Dieser Endemit gedeiht nur in Bambuswäldern in Höhenlagen von etwa 1000 Metern nur im Kreis (Shan) Dayao im östlichen-zentralen Guangxi.[1]
  - Petrosavia stellaris (K.Krause) Gagnep.: Sie ist in Malesien verbreitet.[1]

Zugleich gingen die Gattungen Protolirion und Miyoshia in der Gattung Petrosavia auf.
Japonolirion wurde früher meist zu den Melanthiaceae gestellt, gelegentlich aber auch als eigene Familie Japonoliriaceae behandelt. Der Familienrang der Petrosaviaceae hingegen ist seit 1934 weitgehend unumstritten, starke Unsicherheit herrschte jedoch hinsichtlich der Platzierung der Familie, sie wurde sowohl den Alismatales, Triuridales wie Miyoshiales zugeordnet, erst 1997 wurde der Familie durch Takhtajan der Rang einer eigenen Ordnung zuerkannt. Diese Einstufung wurde durch nachfolgende molekulargenetische Untersuchungen bestätigt.
Mit einem Alter, dass mit rund 123 Millionen Jahren (Crown node age) angegeben wird, sind die Petrosaviaceae vermutlich die älteste rezente Familie der Einkeimblättrigen überhaupt.